# Eurocircuit
Der Eurocircuit bei Valkenswaard in der niederländischen Provinz Noord-Brabant ist eine permanente Rallycross-Strecke. Die 3 Kilometer südwestlich des Stadtkerns von Valkenswaard gelegene Anlage ist seit 1971 Austragungsort nationaler und internationaler Rallycross-Wettbewerbe.

## Geschichte

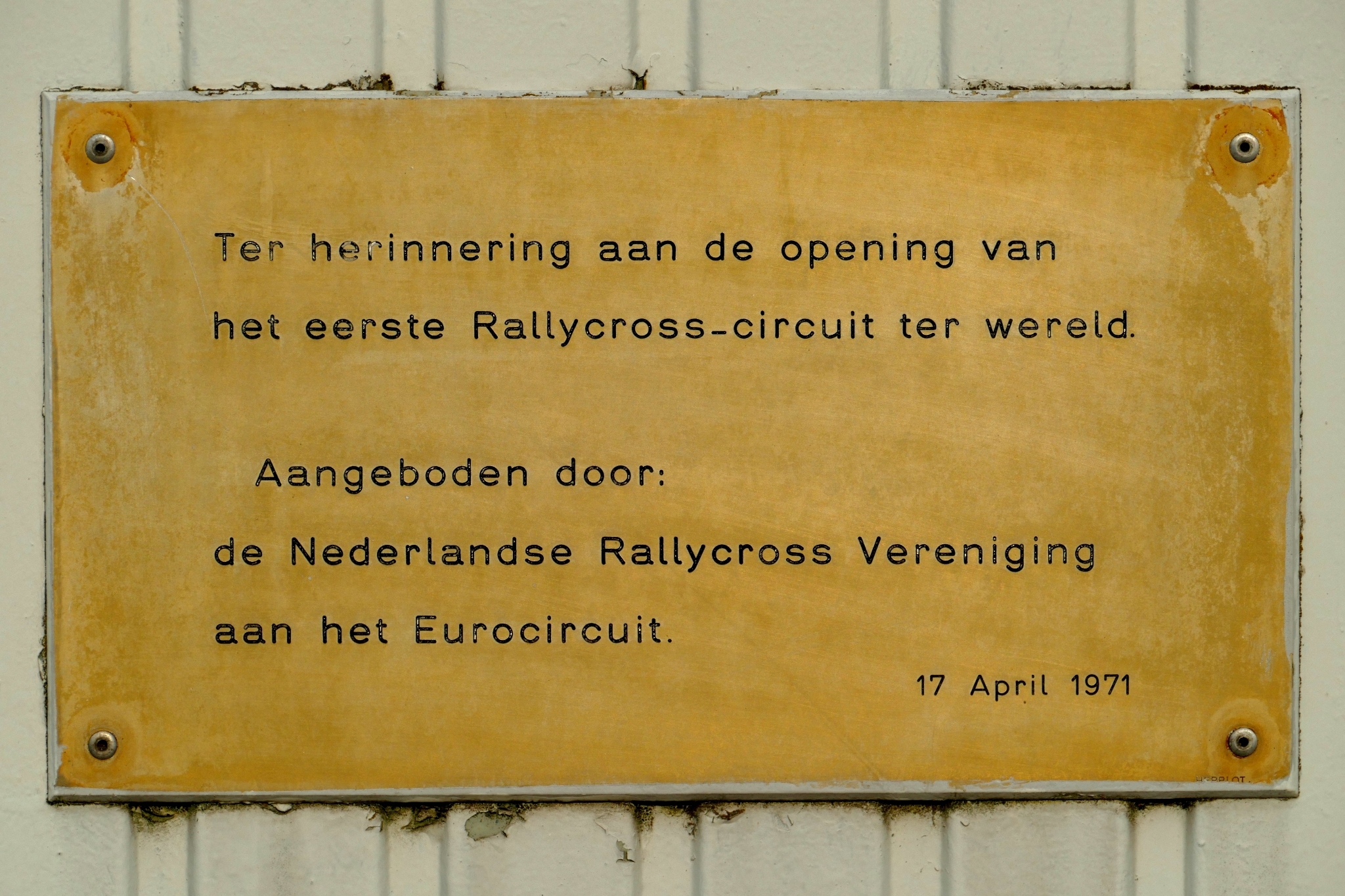
Eurocircuit-Gedenktafel zur Erinnerung an die Eröffnung „als erste (authentische) Rallycross-Strecke der Welt im Jahr 1971“

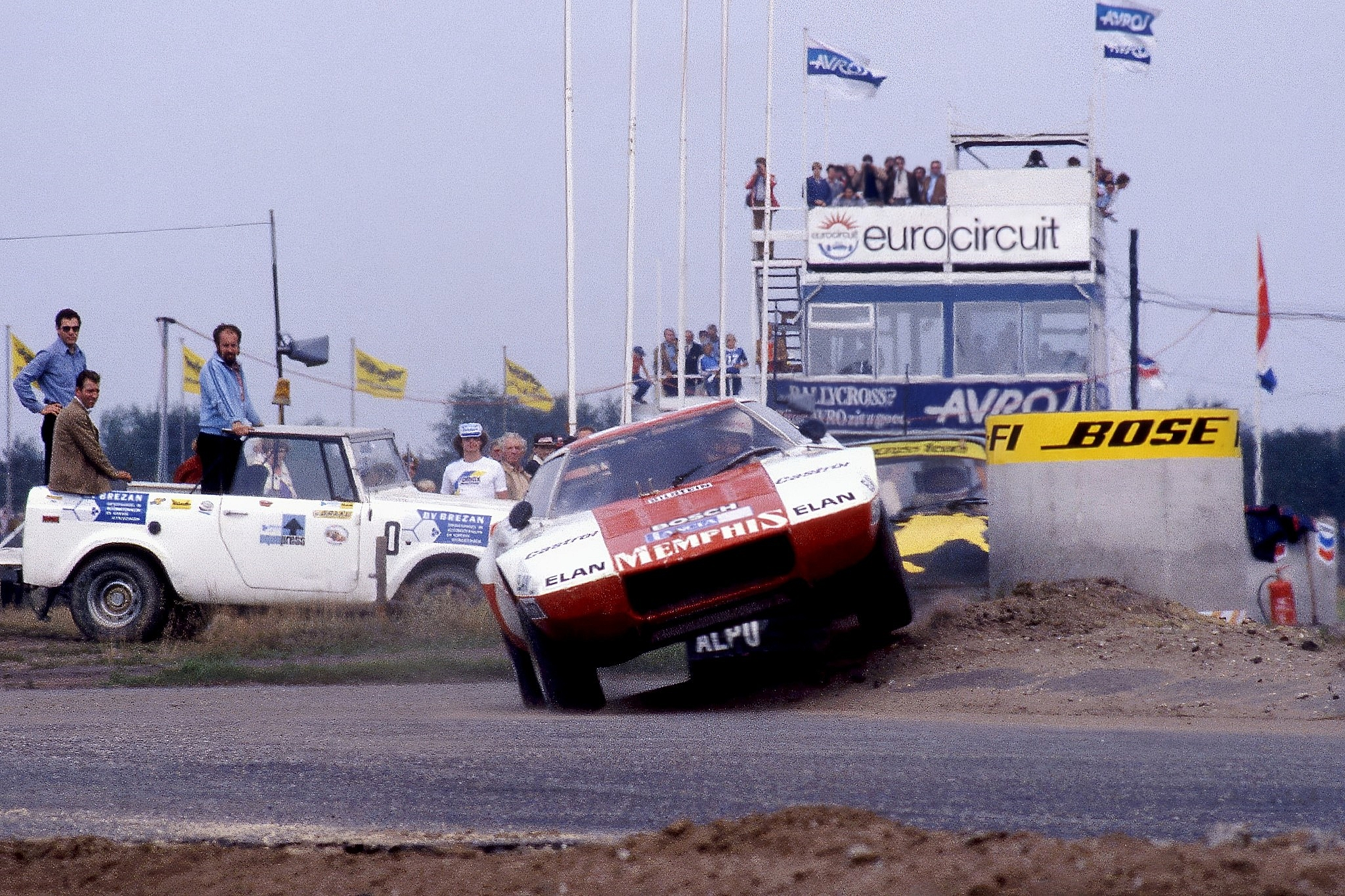
Die 1977 erstellte Schikane der Anlage, mit im Hintergrund der Racetower, wird im Jahr 1979 vom Österreicher Andy Bentza mit dem Lancia Stratos HF 3.0 durchfahren

Die Ende 1969 gegründete Nederlandse Rallycross Vereniging (NRV) (Niederländische Rallycross Vereinigung) führte erste Rallycross-Wettbewerbe auf einem ehemaligen durch die Deutsche Luftwaffe genutzten Flugplatz des Zweiten Weltkriegs in der „Großen Heide“ zwischen der Venlo und der Grenze zu Deutschland durch. Im ersten Jahr war der Fernsehsender AVRO dafür zuständig, ab 1970 die NRV in Zusammenarbeit mit der AVRO. Da hier die Anwesenheit der Öffentlichkeit nur eingeschränkt gestattet war, wurde bald auf Initiative des Valkenswaarders Mercedes-Vertragshändlers Pierre Jonkers mit dem Bau einer permanenten Rallycross-Strecke etwa 12 km südwestlich von Eindhoven begonnen. Am 17. April 1971 wurde das erste Rennen auf dem Eurocircuit bei Valkenswaard ausgetragen, der dadurch als die weltweit erste permanente Rennstrecke ausschließlich für diesen am 4. Februar 1967 auf der englischen Rennstrecke Lydden Hill Race Circuit erfundenen Automobilsport geplant und gebaut wurde.
Von 1969 und 1970 (Venlo) und 1971 bis einschließlich 1980 wurden alle Rallycross-Rennen von der AVRO im Fernsehen übertragen. Zumeist 14 Tage nach den Rennen strahlte der Sender eine etwa einstündige Zusammenfassung des Geschehens der jeweiligen Wochenende aus, wodurch Rallycross in den Niederlanden nicht weniger populär als im Vereinigten Königreich wurde.
Im Jahr 1992 wurde die Strecke komplett renoviert und mit einem Damm (engl. track banking) und mit Sicherheitszäunen umgeben. Von 2003 bis 2018 fand auf dem Außengelände des Eurocircuits der RTL GP Dakar-Vorprolog statt. Die letzte größere Änderung an der Strecke war der Einbau der Joker-Lap-Sektion im Jahr 2011. Wenn diese zumindest einmal im Rennen befahren werden muss, verlängert sich die abzulegende Rundendistanz um 55 Meter, der Zeitverlust durch eine Joker Lap soll laut Reglement mindestens zwei Sekunden betragen. Bei einem Frühstart (engl. jump start) muss der betreffende Fahrer die Joker Lap allerdings zweimal absolvieren. Im Jahr 2022 wurden die Schotter-Abschnitte der Strecke renoviert und erhielten eine komplett neue Unter- und Oberschicht.

## Streckenbeschreibung
Die Strecke hat eine Länge von gut 1 km, davon sind 40 % unbefestigt (Schotter) und 60 % befestigt (Asphalt). Die Breite der Strecke beträgt mindestens 10 m. Nach der Startgeraden von etwa 250 Metern folgt eine scharfe Rechtskurve, die sogenannte Per Eklund Bocht (Per-Eklund-Kurve). Durch die Unterführung der Jan de Rooy Brug (Jan-de-Rooy-Brücke) und der Blomqvist Straat (Blomqvist-Straße) erreicht man das Korte Knie (Kurzes Knie), eine 45-Grad-Rechtskurve, dann über die linksdrehende Jubileum Bocht (Jubiläum-Kurve; seit 2011 Teil der Joker-Lap-Sektion) die rechtsdrehende Daytona Bocht (Daytona-Kurve). Kurz vor dem Ziel folgt die scharfe Tarzan Bocht (Tarzan-Kurve) nach rechts. Erst ab der zweiten Runde wird die 1977 zugefügte Schikane auf halbem Weg zwischen dem Start und der Eklund-Kurve durchfahren.